# Paedobisium
Genre
Paedobisium est un genre de pseudoscorpions de la famille des Neobisiidae.

## Distribution
Les espèces de ce genre se rencontrent en Espagne et en Roumanie.

## Liste des espèces
Selon Pseudoscorpions of the World (version 3.0) :
- Paedobisium minutum Beier, 1939
- Paedobisium moldavicum Cîrdei, Bulimar & Malcoci, 1967

## Publication originale
- Beier, 1939 : Die Pseudoscorpioniden-Fauna der iberischen Halbinsel. Zoologische Jahrbücher, Abteilung für Systematik, Ökologie und Geographie der Tiere, vol. 72, p. 157-202.